# Кемілл Костек
Кемілл Вероніка Костек (англ. Camille Kostek; нар. 19 лютого 1992) — американська модель, актриса та ведуча. Вперше вона отримала визнання за свою роботу з Reebok, і стала ще відомішою за свої виступи у випуску Sports Illustrated Swimsuit Issue, включаючи обкладинку видання 2019 року.

## Життєпис
Костек народилася в Кіллінгворті, штат Коннектикут, 19 лютого 1992 року. Вона старша з чотирьох братів і сестер, має польське, ірландське та ямайське походження. Почала брати уроки балету, коли їй було три роки, і продовжила навчання в Бродвейському танцювальному центрі в Нью-Йорку, беручи участь у національних змаганнях У середній школі Геддема-Кіллінгворта вона була чірлідеркою та ведучою програми мовлення своєї середньої школи..

## Кар'єра
Костек розпочала свою професійну чірлідингову кар'єру у віці 19 років із «Гартфордських колоніалів» з Національної футбольної ліги.
Перша модельна робота Кеміл Костек була для серії телевізійних рекламних роликів для бутику Ciao Bella в 2013 році, які виходили на MTV, E! News, VH1 та ABC Family. Потім вона приєдналася до свого першого модельного агентства в Бостоні в 2015 році, а згодом стала амбасадором бренду та моделлю для Benrus, Equinox Fitness та Dune Jewelry. Кемілл прикрашала обкладинки розкішних журналів про стиль життя, таких як Ocean Drive, BELLA та Haute Living. Костек була обраною з 5 000 кандидатів на відкритому кастингу і перемогла у першій програмі Sports Illustrated Swim Search у березні 2018 року.
Костек називали «американською бомбою» та сексуальним символом через її світле волосся, блакитні очі та вигини тіла. Вона потрапила до списку «Найсексуальніших жінок у світі» журналу Maxim у 2019 році.

## Основна фільмографія
- 2021 — Monsters of California (постпродакшн) / Мег
- 2021 — Персонаж / секс-бомба
- 2021 — Love, for Real (телефільм) / Емелі
- 2021 — Wipeout (телесеріал) / камео
- 2021 — Entertainment Tonight (телесеріал) / камео
- 2020 — Fashionably Yours (телефільм) / Сем
- 2018 — Красуня на всю голову / адміністраторка-хостес